# Святополк II
 Тази статия е за Святополк II.  За великият княз на Киевска Рус в периода 1015 - 1019 вижте Святополк I.  
Святополк II Изяславич е велик княз на Киевска Рус от 1093 до 1113. Той е син на великия княз Изяслав I. Заема престола в Киев след смъртта на чичо си Всеволод I и е наследен от неговия син Владимир Мономах.

## Живот
Святополк е незаконен син на Изяслав Ярославич и докато брят му Ярополк е жив не е смятан за претендент за киевския трон. През 1069 е изпратен да управлява в Полоцк, а от 1078 до 1088 – в Новгород. След смъртта на брат си го наследява в Туров, който остава владение на наследниците му до 17 век.
След смъртта на Всеволод през 1093 Святополк е признат от останалите князе за законен наследник на киевския трон като най-старши син на велик княз. Управлението му се свързва с постоянни войни с куманите и периодични вътрешни междуособици. С изключение на няколко сблъсъка, Святополк поддържа съюзнически отношения с най-влиятелния от князете, Владимир Мономах. По времето на Святополк е съставен първият вариант на хрониката „Начална руска летопис“.
Святополк се жени два пъти – за чешка принцеса и през 1094 за дъщеря на куманския хан Тугор. От първия си брак има две дъщери – Збислава, женена за полския крал Болеслав III, и Предслава, женена за хърватския княз Алмош. Синът му Ярослав управлява във Волиния, но ранната му смърт лишава синовете му от възможността да наследят киевския трон и те остават да управляват Туров и Пинск.